# Alibi (Eva)
Alibi è un singolo della cantante francese Eva, pubblicato il 22 marzo 2019.

## Video musicale
Il video è stato reso disponibile in concomitanza con la pubblicazione del brano.

## Tracce
Testi e musiche di Eva, Nordine Achalhi, Salih e Fares.
1. Alibi – 3:05

## Formazione
- Eva – voce
- Djazzi Fizou – produzione
- Nordine Achalhi – produzione
- Fares – produzione

## Classifiche
| Classifica (2019) | Posizione massima |
| ----------------- | ----------------- |
| Belgio (Vallonia) | 56                |
| Francia           | 33                |